# Kanał Ulgi (Gorzów Wielkopolski)

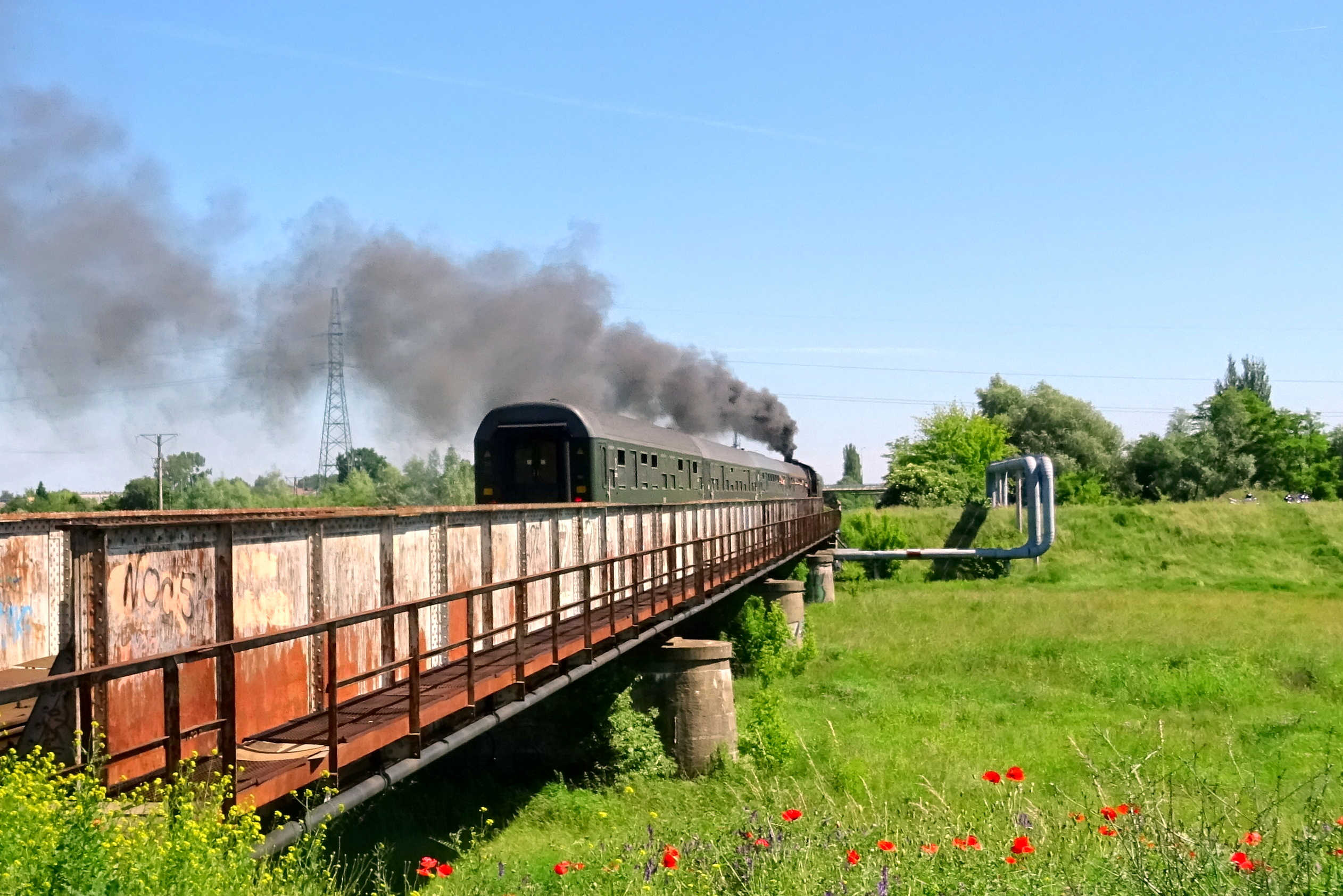
Most kolejowy nad Kanałem Ulgi (linia kolejowa nr 367)

Kanał Ulgi – kanał wodny w południowej nizinnej części Gorzowa Wielkopolskiego, w województwie lubuskim.
Kanał Ulgi jest częścią systemu odprowadzania nadmiaru wody z Warty w Gorzowie Wielkopolskim. Sam kanał pozwala na skierowanie części wysokich wód poza granice zabudowanej części miasta. Przepływy w obrębie Kanału Ulgi są bezpośrednio uzależnione od stanów wody w Warcie.
Ponad Kanałem Ulgi przeprowadzone są dwa mosty drogowe oraz jeden most kolejowy.
W rejonie kanału istnieje przepompownia wód deszczowych.